# Praia
Praia je glavni grad Zelenortske Republike.
Izvozna je luka za poljoprivredne proizvode. Prehrambena industrija i ribarstvo. Postoji zračna luka.
Ima oko 113,000 stanovnika.